# Dortmund
Dortmund (IPA: [ˈdɔʁtmʊnt]) és una ciutat del Rin del Nord-Westfàlia, Alemanya. Situada a la riba del Ruhr, és la ciutat més gran en nombre d'habitants de la Regió del Ruhr i la sisena ciutat més gran d'Alemanya amb una població de 587.830 habitants (30 de juny de 2005). El riu Ruhr flueix al sud de la ciutat, i el petit riu Emscher travessa el terme municipal. El canal Dortmund-Ems també acaba al Port de Dortmund, que és el major port de canal europeu, i té enllaços de Dortmund fins al Mar del Nord. Dortmund es coneix com la "metròpoli verda" de Westfàlia. Gairebé la meitat del territori municipal es compon de cursos d'aigua, boscos, agricultura i espais verds amb amplis parcs com Westfalenpark i el Rombergpark. Això contrasta amb els gairebé cent anys de ciutat del carbó, d'extensa mineria i de fàbriques d'acer que hi ha hagut dins dels límits de la ciutat. Històricament parlant, Dortmund és una part de Westfàlia. Avui dia és una part de la regió europea Rin-Ruhr, regió metropolitana, que es troba al nord federat de Renània-Westfàlia. Dortmund és una ciutat independent dins dels límits del govern del districte d'Arnsberg. Dortmund està format per 12 municipis, dels quals tres (Oest, Nord i Ost) cobreixen l'àrea de la ciutat. Els altres 9 municipis són - va cap a l'esquerra i començant al nord - Eving, Scharnhorst, Brackel, Aplerbeck, horda, Hombruch, Lütgendortmund, Huckarde i Mengede.

## Història

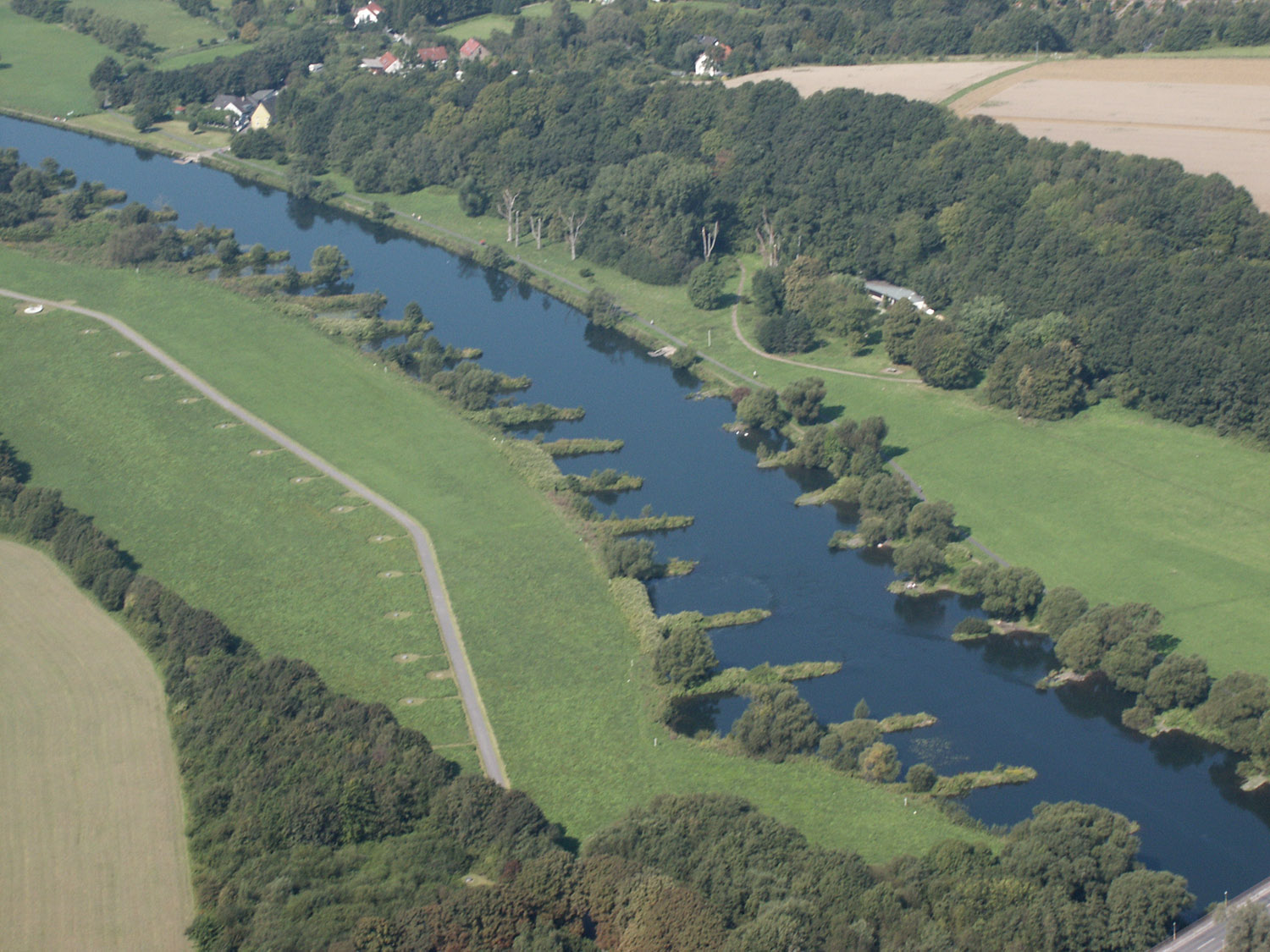
Riu Ruhr.

Al començament del segle xix, a conseqüència de les Guerres Napoleòniques, el territori que comprèn aquest estat va passar a formar part de la Confederació del Rin.
Durant el Primer Imperi Francès la part de la regió a l'oest del riu Rin va ser designada com el Departament del Roer. El 1807 Jeroni Bonaparte és nomenat rei de Westfàlia.
Després de la Segona Guerra Mundial l'estat de Renània del Nord-Westfàlia va ser establert per iniciativa de l'ocupació militar britànica el 23 d'agost del 1946. Originalment consistia en Westfàlia i el nord de la província del Rin, que abans van pertànyer a Prússia. El 1947 l'antic estat de Lippe es va fusionar amb el de Renània del Nord-Westfàlia, el que va conduir a les fronteres actuals de l'Estat. A continuació, va ser ratificat mitjançant un plebiscit la Constitució de Renània del Nord-Westfàlia. A diferència d'altres estats alemanys Rin del Nord-Westfàlia no tenia antecessors històrics. L'atenció es va centrar sobretot en el desig dels aliats per integrar un territori comú en la rica regió del Ruhr.
Trobar una identitat comuna de Lippe, Westfàlia i Renània va ser un gran desafiament en els primers anys de l'estat. Els majors reptes en la postguerra van ser la reconstrucció i l'establiment d'un Estat democràtic. A continuació, va haver de redissenyar l'estructura econòmica desenvolupada com a resultat del declivi de la indústria minera que va ser tema central de la política nacional.
Les eleccions de Renània del Nord-Westfàlia del 22 de maig del 2005 van concedir a la CDU una victòria inesperada. El seu principal candidat Jürgen Rüttgers va construir un nou govern de coalició format per la CDU i l'FDP que va substituir l'anterior govern encapçalat per Peer Steinbrück. Rüttgers va ser elegit nou primer ministre (en alemany: Ministerpräsident) de l'estat federal el 22 de juny del 2005.
Entre 1905 i 1979 Dortmund ha incorporat a diversos municipis, per exemple Körne, Deusen, Eving, Huckarde, Horde, Aplerbeck i Holzen.

## Geografia

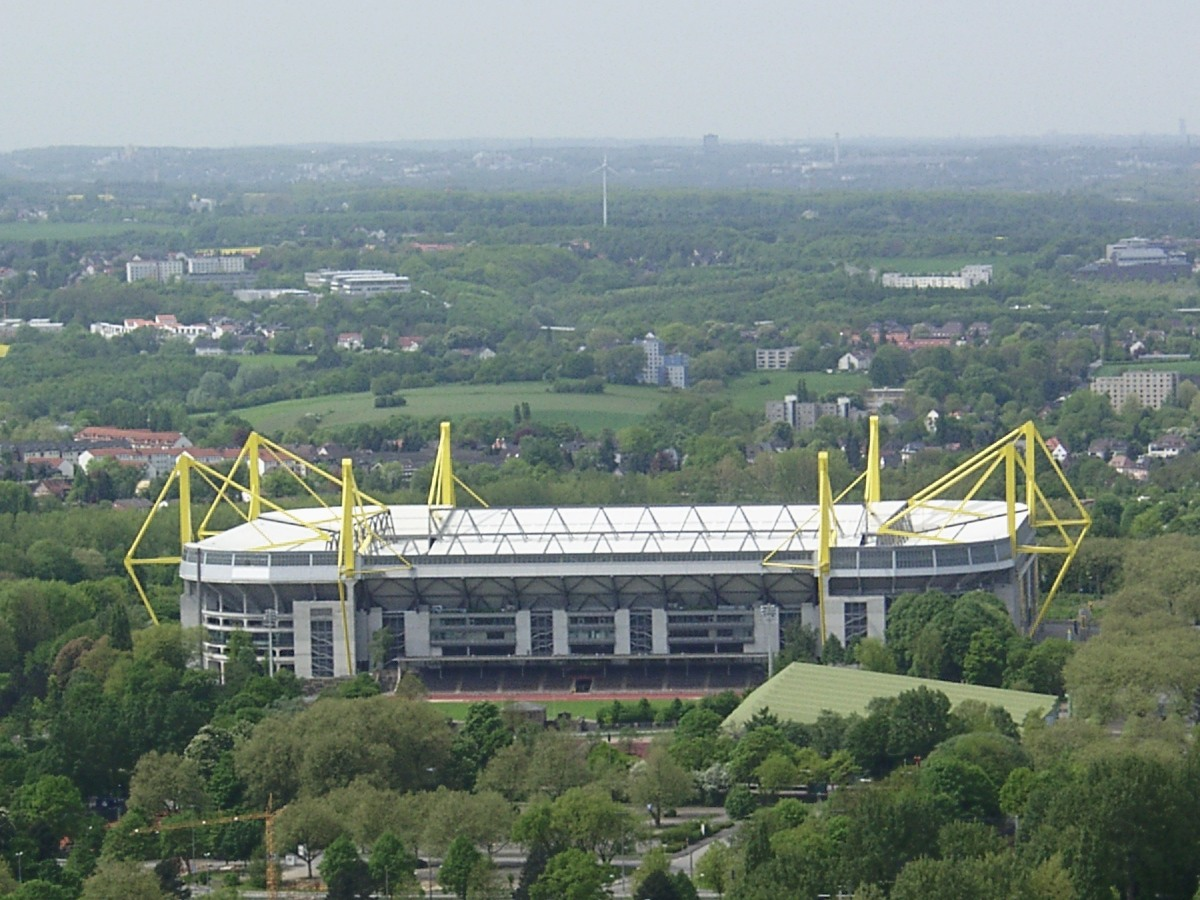
el Signal Iduna Park, l'estadi del Borussia Dortmund, és un símbol de la ciutat.

Limita al nord, est i sud-est amb Unna (districte) (al nord amb la ciutat de Lünen, a l'est amb les ciutats de Kamen i Unna, al sud-est amb la municipalitat de Holzwickede i la ciutat de Schwerte), al sud amb la ciutat lliure de Hagen, al sud-oest amb el Districte d'Ennepe-Ruhr, a l'oest amb la ciutat lliure de Bochum, i al nord-oest amb el districte de Recklinghausen (ciutats de Herten, Recklinghausen i Castrop-Rauxel).

## Clima
Dortmund està situat a la zona de clima temperat. Els hiverns són relativament suaus, els estius són més aviat frescos. La temperatura mitjana anual es troba en aproximadament de 9 a 10 °C. El total de la quantitat mitjana anual de precipitació es troba aproximadament a 800 mm. Precipitació uniforme cau durant tot l'any, la pluja constant que preval en l'hivern, xàfecs aïllats dominen la temporada d'estiu. Dortmund té característiques de zones densament poblades, com ara és típic l'aparició d'illes de calor urbana.

## Demografia

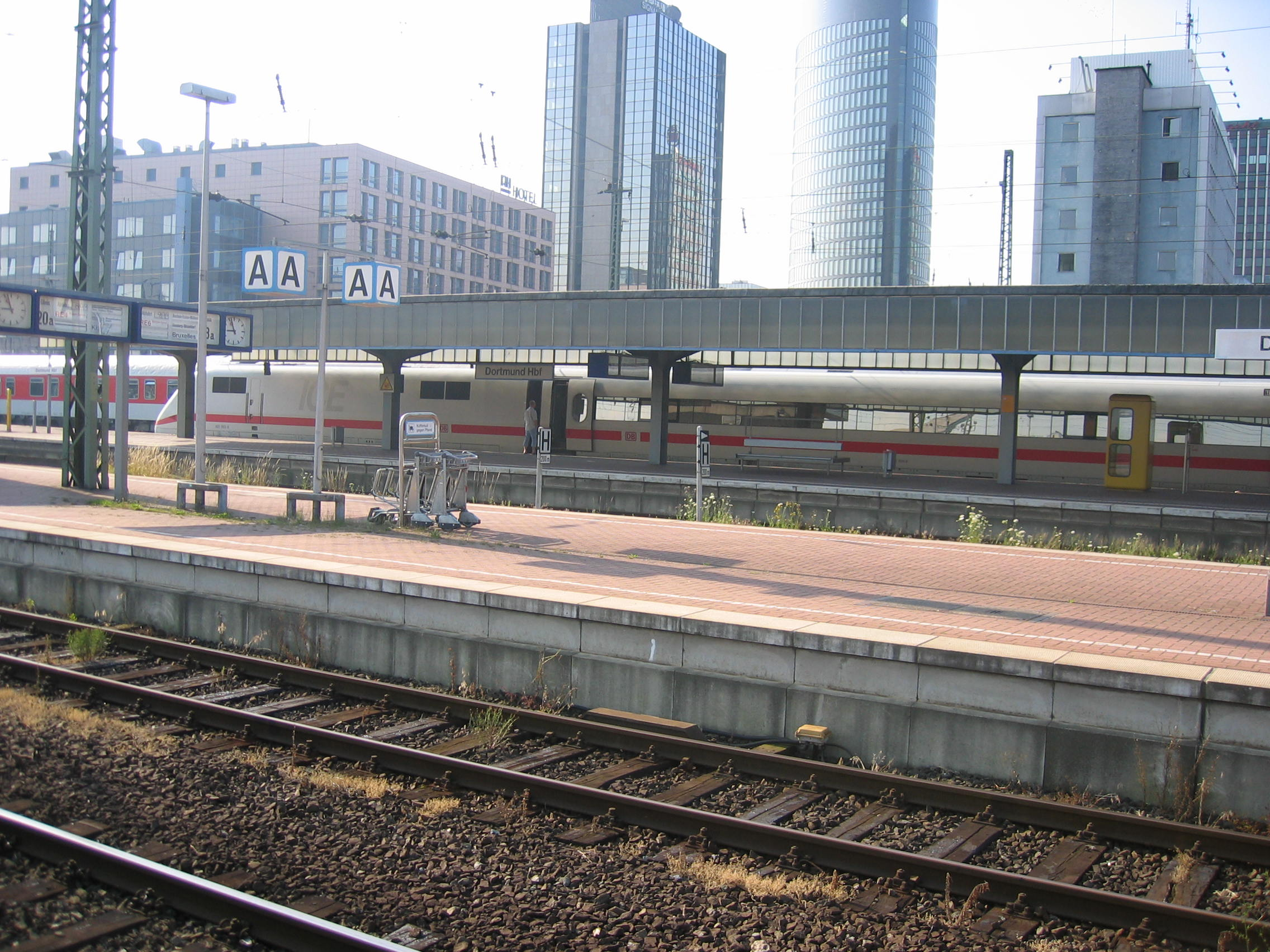
Estació central (Hbf) de Dortmund amb ICE al fons.

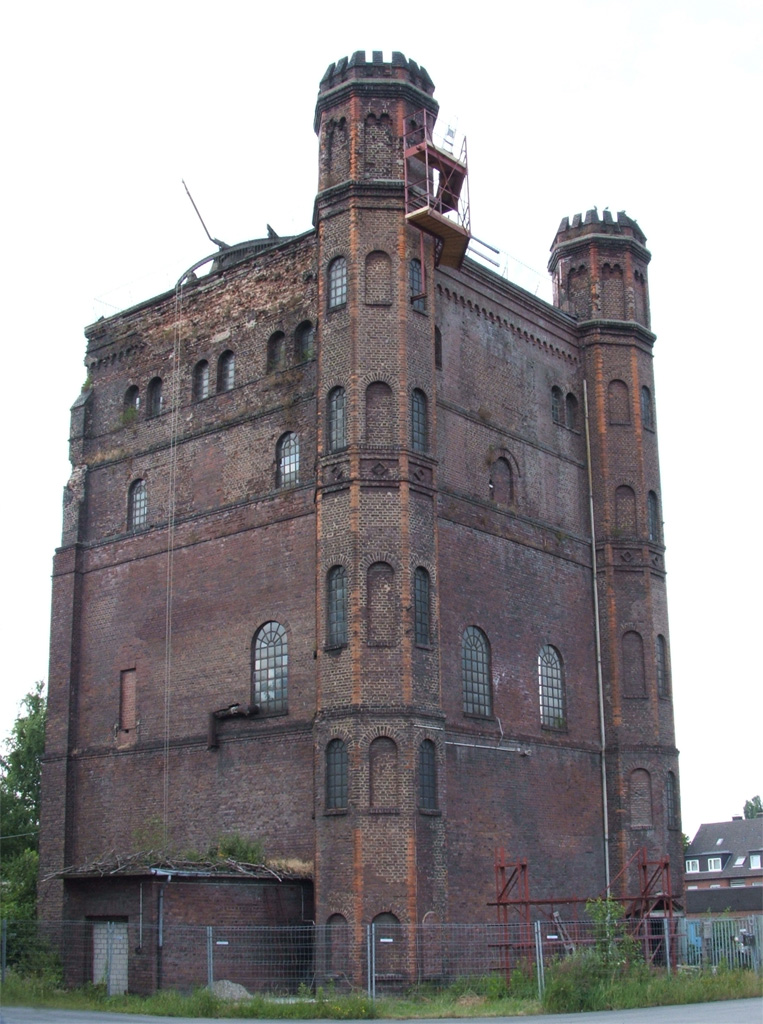
Mina Zeche Westhausen Malakowturm.

A Dortmund la població va créixer ràpidament en temps de la industrialització del segle xix, quan el carbó, la mineria i el processament d'acer va començar. Per primera vegada l'any 1904 més de 100.000 persones vivien a Dortmund. Les xifres de població havien augmentat constantment fins als 657.804 el 1965. Posteriorment, les xifres de població han caigut a aproximadament 580.000 el 2011; les projeccions preveuen un descens a 550.000 habitants el 2030. A diferència de les projeccions de les xifres de població han estat lleugerament ascendent en els anys anteriors, que és a causa dels guanys nets de migració. Especialment persones més joves (18 a 25 anys) arriben a establir-se a Dortmund principalment per les seves universitats o altres activitats relacionades amb l'educació. A partir de 2012, Dortmund tenia 579.012 habitants dels quals uns 177.000 (30%) eren d'origen no alemany.

## Economia
Dortmund ha estat històricament una zona industrial. Dortmund és ara la llar d'un nombre de petites i mitjanes empreses de tecnologia de la informació, moltes d'elles vinculades al programa local de la universitat TechnologieZentrumDortmund. La ciutat treballa en estreta col·laboració amb els instituts de recerca, les universitats privades i les empreses per col·laborar en les iniciatives de comercialització de la ciència.
Dortmund té un aeroport internacional i un port interior al Dortmunder-Ems-Canal.
Passa el riu Ruhr i el Dortmunder-Ems-Canal.
Dortmund és famosa per la seva cervesa (Dortmunder) i el seu club de futbol Borussia Dortmund (BVB 09).

## Cultura
La ciutat té una llarga tradició en la música i el teatre. L'orquestra va ser fundada el 1887 i ara es diu Dortmunder Philharmoniker. La primera casa d'òpera va ser construïda el 1904, destruïda en la Segona Guerra Mundial i es va obrir de nou el 1966 com Opernhaus Dortmund. És operada pel teatre Dortmund juntament amb altres llocs, incloent-hi (des de 2002), el Konzerthaus de Dortmund. El Dortmund U-Tower, que una vegada va ser una fàbrica de cervesa, és ara el centre de les indústries creatives i l'Ostwall Museum am. La ciutat pren el seu nom de la cervesa Dortmunder estil i és la llar de la fàbrica de cervesa Dortmunder Actien.

## Administració
Dortmund és estructurat en dotze districtes municipals:
- Centre urbà-occidental
- Centre urbà-oriental
- Centre urbà-nord-est
- Eving
- Scharnhorst
- Brackel
- Aplerbeck
- horde
- Hombruch
- Lütgendortmund
- Huckarde
- Mengede

## Ciutats agermanades
- Amiens, França, (1960)
- Leeds, Regne Unit, (1969)
- Rostov-on-Don, Rússia, (1978)
- Buffalo (Nova York), Estats Units, (1977)
- Netanya, Israel, (1981)
- Novi Sad, Sèrbia, (1982)
- Xi'an, Xina, (1992)